# Stosunek (matematyka)
Stosunek – ilorazowe odniesienie jednej wartości do drugiej, które ma na celu wskazanie tożsamości lub względnej różnicy rozmiarów dwóch wielkości.
Zapisywany jest w postaci ułamka lub przy użyciu znaku dzielenia; innym sposobem jest zapis procentowy, w którym daną wielkość odnosi się do stu (łac. per centum, „na sto”). Stosuje się też inne sposoby zapisu bezwymiarowego stosunku dwóch wielkości.
Stosunek jest częścią proporcji.

## Przykłady
Jeśli z ośmiu kwiatów pięć  jest czerwonych a trzy białe, to stosunek kwiatów czerwonych do białych ma się jak pięć do trzech, zapisywane 5 : 3.
{\displaystyle {\frac {x}{y}}=5:3} lub {\displaystyle {\frac {x}{y}}={\frac {5}{3}}}
W przypadku sześciu kawałków ciasta przeznaczonych dla trzech osób stosunek pierwszych do drugich  wynosi 6 do 3, co zapisuje się 6 : 3. Stosunek ten jest równy stosunkowi dwa do jednego, 2 : 1, co oznacza, że dwa kawałki ciasta przypadają na jedną osobę. Równoważność stosunków 6 : 3 oraz 2 : 1 wynika z ich proporcjonalności, tj. istnienia proporcji między tymi stosunkami.
{\displaystyle {\frac {x}{y}}=6:3=2:1} lub {\displaystyle {\frac {x}{y}}={\frac {6}{3}}={\frac {2}{1}}}
Można też rozpatrywać stosunek trzech osób do sześciu kawałków ciasta, który wynosi 3 : 6. Stosunek ten jest równy stosunkowi 1 : 2 i może oznaczać, że jedna osoba przypada na dwa kawałki ciasta. Stosunek ten jest odwrotnie proporcjonalny do poprzedniego, tzn. jest równoważny stosunkowi z wartościami zamienionymi miejscami.
Stosunki częstotliwości dźwięków (wyższego do niższego)  w interwałach czystych: oktawie, kwincie, kwarcie wynoszą kolejno 2 : 1, 3 : 2 oraz 4 : 3.